# Rosalie Gwathmey
Rosalie Gwathmey, född Hook 15 september 1908 i Charlotte, North Carolina i North Carolina, död 12 februari 2001 i Amagansett, delstaten New York, var en amerikansk fotograf, målare och textilformgivare.  
Rosalie Gwathmey var dotter till arkitekten Charles C. Hook (1870–1938) och Ida MacDonald Hook. Hon utbildade sig i målning på Pennsylvania Academy of the Fine Arts och Art Students League of New York. Hon anslöt sig till fotografkooperativet Photo League i New York 1942. Hon blev känd för foton om livet i svarta bostadsområden kring sin hemstad Charlotte och Rocky Mount i North Carolina. Hon slutade att fotografera efter att ha blivit föremål för utredning av FBI i början av 1950-talet. 
Under 1960- och 1970-talen var hon textilformgivare. 
Rosalie Gwathmey gifte sig 1935 med målaren Robert Gwathmey och är mor till arkitekten Charles Gwathmey.